# Zadnji potok
Zadnji potok je potok, ki sodi v porečje reke Sopota. Ta se pri Radečah kot desni pritok izliva v reko Savo. 